# Оуенс Вали паюти
Оуенс Вали Паюти е термин под който са групирани хората, живеещи главно в тясната 4 – 10 км и дълга 130 км. долина на Оуенс Ривър, която се простира успоредно на източните склонове на Сиера Невада на границата между Невада и Калифорния в САЩ. Археологически доказателства показват, че тази долина е обитавана повече от 5500 години. Между 600 и 1000 година идват предците на днешните групи паюти. Те говорят диалект на езика Моно, близък с езика на северните паюти. Терминът Оуенс Вали паюти се прилага към тези групи, за да ги разграничи от останалите паюти. Те се различават от тях с кооперативния си начин на живот, местообитанието и техниките за напояване. Живеят в близки приятелски отношения със съседите си на запад, моначе и йокути, от които приемат много културни елементи характерни за Калифорнийската култура и стават главните виновници за разпространението на тези елементи в южната част на Големия басейн.

## Култура
Преди да срещнат белите групите Оуен Вали паюти живеят в полупостоянни лагери, носещи името на някоя природна даденост. В един лагер живеят едни и същи семейства почти през цялата година. Това ниво на социална организация е подобно на Калифорнийското. В лагера семействата са напълно независими, водени от най – възрастния мъж. Самият лагер е ръководен от вожд, който наследява поста по мъжка линия. Вождът наблюдава и контролира природните ресурси, погребенията, различните церемонии и други неща. Добре напояваните и плодородни долини на Оуенс Ривър, Роунд Вали и Лонг Вали са изключително богати на природни ресурси, позволяващи на хората да водят по-уседнал начин на живот. През лятото семействата са ангажирани с лов и събирането на диви растения. През зимата те се завръщат по лагерите си, за да отглеждат диви култури. Постройките в зимния лагер са няколко вида. Голяма полуподземна къща служи за церемониално изпотяване, за събрания и като общежитие за младите мъже. Една такава къща се изгражда около голяма яма. В ямата се забиват два дебели кола и върху тях се закрепва греда, която носи покрива от пръти, които стигат до периферията на ямата. Покривът се покрива с треви и пръст. Семейните жилища са подобни но по – малки. Има и временни навеси, които обикновено се използват през лятото. Когато странстват да ловуват и събират диви храни хората строят временни колиби от клони и треви. Основни храни са различни семена, ядки, корени, грудки, плодове и различни треви. Ловуват дребен дивеч и ловят по малко риба. Моначе, миуок, йокути и тубатулабал са основни търговски, брачни и церемониални партньори. Облеклото варира в зависимост от местоположението. Като цяло жените носят обикновено поли или престилки от кожа или треви, а мъжете набедреник и кожена риза.

## История
За пръв път Оуенс Вали паютите се срещат с външни лица в началото на 19 век. Първите заселници пристигат през 1861 г. Постепенно заселниците завземат повечето от плодородните земи и важните водоизточници. За кратко време белите унищожават природните ресурси в долината, и лишават местното население от препитание. Гладът принуждава индианците да крадат добитъка от фермите. В отговор белите започват да ги преследват и убиват. Паютите отвръщат със засади. Конфликтите продължават до 1864 г., когато индианците са принудени да се предадат пред по – силния противник. Победените се завръщат в долината, но вече е твърде късно да започват живота си отново. По време на тяхното отсъствие белите са завзели всичката годна земя и водоизточници. За да се спасят от гладна смърт хората са принудени да търсят препитание по близките градове, ферми и миньорски лагери. В началото на 20 век Правителството създава няколко резервата в долината и индианците се заселват в тях.

## Оуенс Вали паюти в началото на 21 век
Днес Оуенс Вали паютите живеят в 5 резервата, които споделят с някои Западни шошони. Всеки резерват се управлява от местен племенен съвет.
- Бишъп Колони – 1912 г. (875 акра – 3,55 кв. км)
- Резерват Форт Индипендънс – 1915 г. (356 акра)
- Резерват Лон Пайн – 1939 г. (237 акра)
- Резерват Биг Пайн – 1912 г. (279 акра)
- Резерват Бентън – 1915 г. (400 акра). Днес са федерално признати като Уту Уту Гуаиту.